# Szíjgyártók bástyája
A Szíjgyártók bástyája (románul: Bastionul Curelarilor, németül: Riemerbastei) Brassó középkori városfalának északi sarokbástyája volt. A 15. században építették és 1887-ben bontották le, egykori helyén áll a Baiulescu-ház és a George Barițiu Megyei Könyvtár.

## Története
A bástya legelső konkrét említése 1525-ből származik, de valószínű, hogy már a 15. század végén létezett. 1537-ben átépítéséről adnak hírt. 1570-ben felújították a bástya melletti északkeleti, 1607-ben pedig az északnyugati falszakaszokat. Az 1689-es tűzvész nem tett kárt a bástyában. 1691-ben kisebb tűz tört ki az épületben, de időben eloltották.
A Trausch-féle lexikon szerint 1830 körül Joseph Lamasch plébános „a katolikus templom mögötti bástya tornyában” (valószínűleg a Szíjgyártók bástyájáról van szó) támogatta egy csillagászati megfigyelőhely berendezését.
Tekintettel arra, hogy a bástya a 18. századtól már nem töltött be védelmi szerepet, felújítását, megerősítését elhanyagolták, állapota erősen megromlott, és útjában állt a város terjeszkedésének. 1887-ben a város eladta Manole Diamandi román kereskedőnek, azzal a feltétellel, hogy bontsa le a bástyát. Diamandi 1888-ban házat építtetett a telken, melyben később Gheorghe Baiulescu, a város első román nemzetiségű polgármestere lakott.

## Leírása
A középkori várfal északi sarokbástyája alakját tekintve patkó formájú volt, hosszúsága 40 méter, szélessége 14 és 17 méter között váltakozott. Külső kerülete 102 méter, alapterülete pedig 303 m2. A falak magassága 15 méter, vastagságuk 4 méter volt az alapnál, 2,5 méter az első emeletnél, majd fokozatosan keskenyedett a fal felső része felé. Kiugró tetejét cserép fedte.
Négy szintből és egy figyelőtoronyból állt. Messzire kiugrott a várfalból, így a védők szemmel tarthatták mind az északnyugati, mind az északkeleti várfalak nagy részét (a Graft-bástyáig, illetve a Kolostor utcai kapuig). Belsejében fa állványzat segítette a védőket, hogy elérjék a lőréseket és szuroköntő nyílásokat. A város fegyverzetének egy 1562-ből fennmaradt leltárából megtudhatjuk, hogy akkortájt a bástyában 31 szakállas puska, 5 kézi puska, és egy kisebb méretű ágyú volt; a raktárban másfél mázsa lőport tartottak. A bástya mellett egy lőtér is volt.
A bástya a belső és külső (északkeleten a középső és külső) várfalak közötti részt a szíjgyártók és a szűcsök zwingerére osztotta. A bástya és a falak lebontása után a Szíjgyártó-zwinger helyén épült fel a Római Katholikus Főgimnázium, a Szűcs-zwinger helyén pedig a Nyugdíjpénztár (ma a Transilvania Egyetem rektorátusa).